# Frankfurter Grüngürtel

Grüngürtel-Logo

Der Frankfurter Grüngürtel (abweichende Schreibweise der Stadt Frankfurt: GrünGürtel) ist ein rings um die Kernstadt von Frankfurt am Main verlaufendes System von Freiräumen. Er besteht aus drei unterschiedlichen Landschaften, dem Berger Rücken im Nordosten der Stadt, dem Niddatal auf dem gesamten Verlauf im Frankfurter Stadtgebiet im Westen und Norden sowie dem Frankfurter Stadtwald im Süden. Der Grüngürtel umfasst etwa 8.000 Hektar, was etwa einem Drittel des Frankfurter Stadtgebietes entspricht. Der Frankfurter Grüngürtel wurde 1991 als einer der ersten Grüngürtel der Welt mit einer Verfassung begründet. Er ist Teil des 10.850 Hektar großen Landschaftsschutzgebiets Grüngürtel und Grünzüge in der Stadt Frankfurt am Main und größtenteils von städtischer Bebauung ausgenommen. Das Landschaftsschutzgebiet ist in zwei Zonen eingeteilt, die vor Bebauung und Nutzungsänderungen geschützt sind. Zone I umfasst Grünanlagen und Gärten sowie Sport-, Freizeit- und Erholungsanlagen, Zone II Wald- und Ackerflächen, Gehölze und Brachen, Wiesen sowie Auen- und Feuchtgebiete. Teile des Grüngürtels gehen nahtlos in den noch größeren Schutz- und Erholungsraum Regionalpark RheinMain über. Im Grüneburgpark, am Bornheimer Hang und im Ostpark sowie in der Sinai-Wildnis ziehen sich Ausläufer des Grüngürtels bis fast in die Innenstadt.

## Geschichte

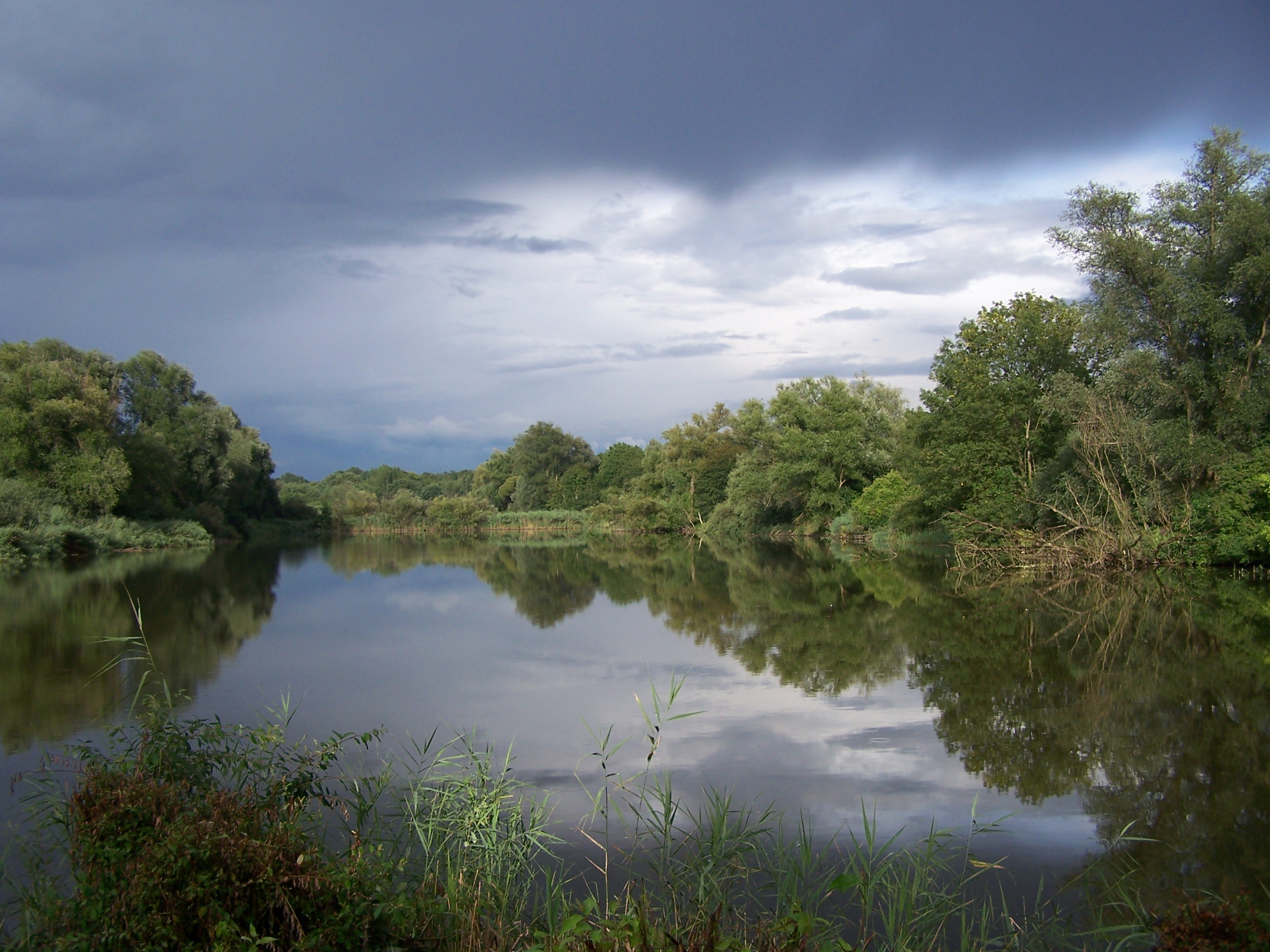
Das Enkheimer Ried im Stadtteil Bergen-Enkheim

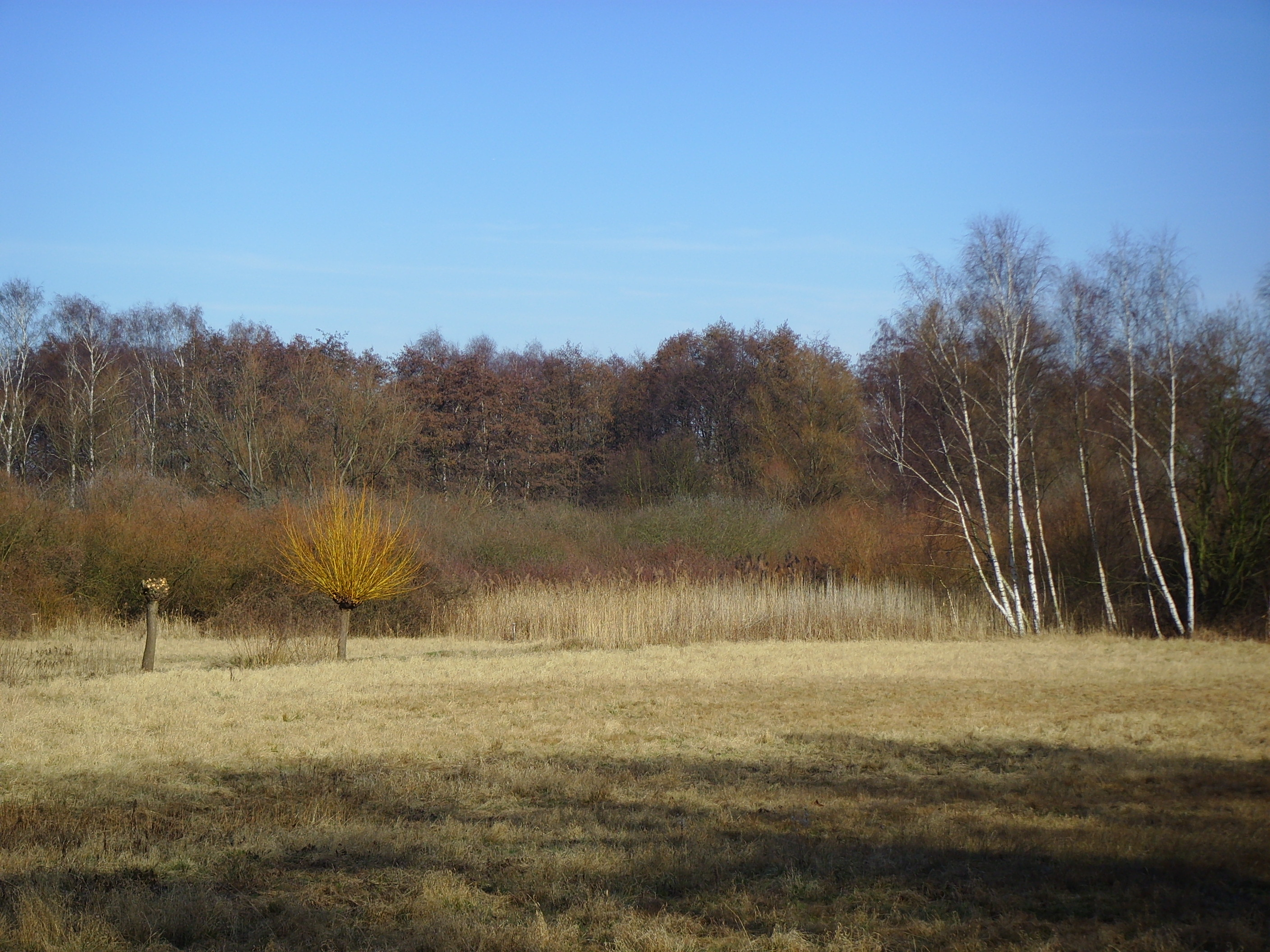
Naturschutzgebiet Riedwiese an der Grenze von Niederursel und Heddernheim

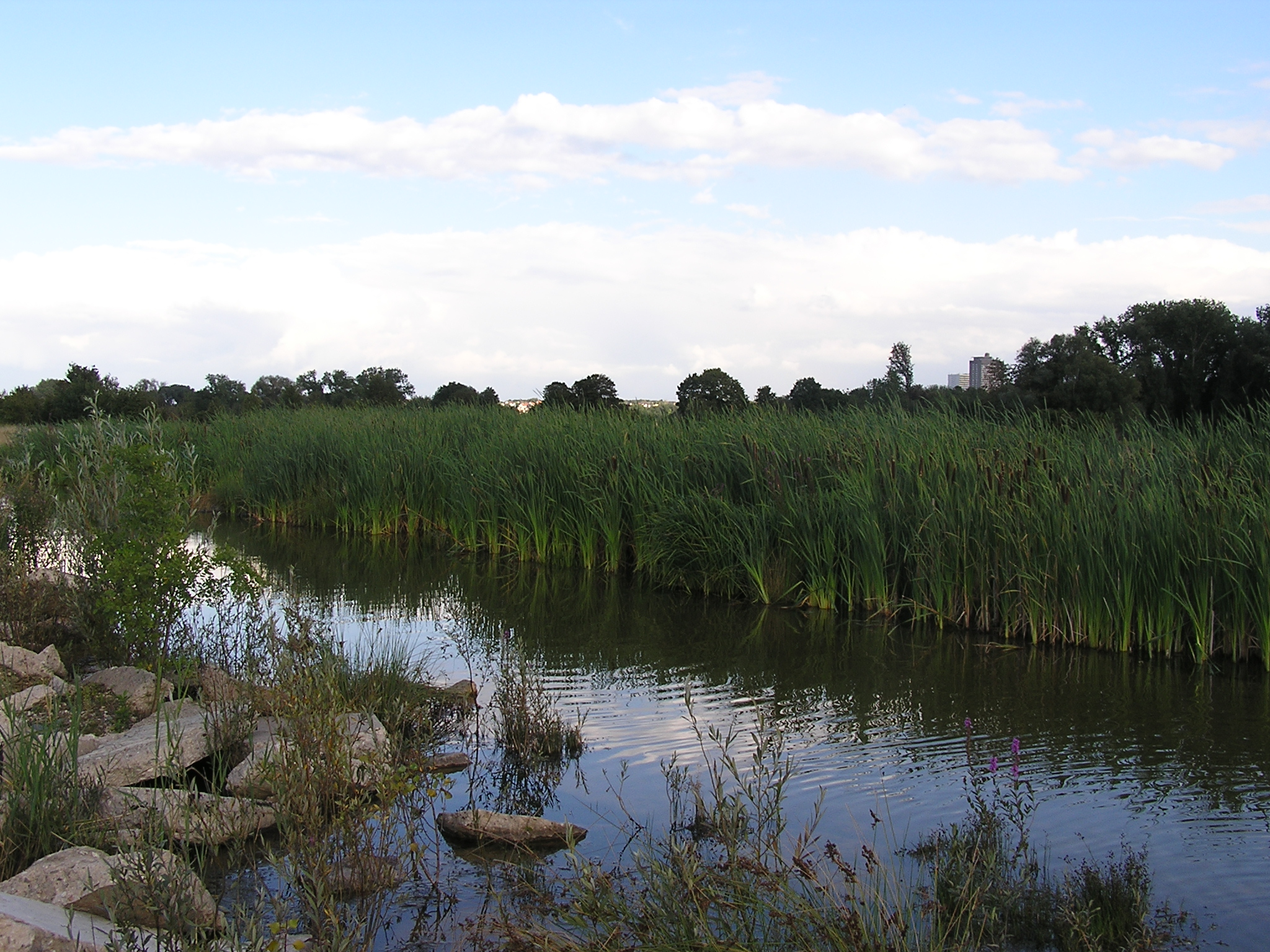
Renaturierter Teil des Alten Bonameser Flugplatzes

Der Frankfurter Grüngürtel erstreckt sich auf landwirtschaftlichen Flächen, Feuchtgebieten und Wäldern, die bei der Expansion der Stadt im 19. und 20. Jahrhundert ausgespart blieben. Bis ins 19. Jahrhundert beschränkte sich die bebaute Fläche des Stadtgebiets auf die kaum zwei Quadratkilometer innerhalb der Frankfurter Stadtmauern. Außerhalb der Stadtmauern lag die Gemarkung, ein etwa drei Kilometer breiter, vorwiegend landwirtschaftlich genutzter Geländestreifen. Er bestand hauptsächlich aus Gärten, Streuobstwiesen und Weinbergen, dazwischen immer wieder Gehölze und Brachflächen wie das Knoblauchsfeld im Nordosten der Stadt, wo die für die Wasserversorgung der Stadt lebenswichtigen Quellen lagen. Das Territorium der Stadt wurde durch die Frankfurter Landwehr begrenzt und vor Übergriffen aus den benachbarten Gebieten geschützt. Die Ackerflächen wurden nach einer seit alters her überlieferten Flurverfassung bewirtschaftet, deren Grundlage die mittelalterliche Dreifelderwirtschaft war. Ein Teil des Geländes war mit Sommergetreide bestellt, ein Teil mit Wintergetreide, während der dritte Teil brachlag.
Im Süden der Stadt erstreckte sich der Frankfurter Stadtwald, der seit 1372 zum städtischen Territorium gehörte. Er diente vor allem der Versorgung der Stadt mit Brennstoff und Bauholz, aber auch der Schweinemast. Im Osten der Stadt lag das Fischerfeld, eine sumpfige, in jedem Frühjahr überschwemmte Flussniederung. Das ganze Gebiet zwischen dem Bornheimer Hang, dem Berger Rücken und dem Main war noch im Mittelalter eine von Nebenarmen und Altgewässern durchzogene Auenlandschaft gewesen, die erst nach und nach trockengelegt wurde. Reste der Auen sind heute noch im Seckbacher Ried und im Enkheimer Ried vorhanden.
Nach der Niederlegung der Stadtmauern entstand auf den alten Befestigungsanlagen eine Parkanlage, die Frankfurter Wallanlagen. Entlang der Landstraßen, die von den ehemaligen Stadttoren in die Nachbarorte führten, dehnte sich die Bebauung allmählich aus. Ab 1839 bis in die 1860er Jahre entstanden zahlreiche Eisenbahnstrecken, die Frankfurt mit dem Umland verbanden. Ende des 19. Jahrhunderts war fast das gesamte Stadtgebiet innerhalb der ehemaligen Landwehr bebaut, bis auf in Privatbesitz befindliche Parkanlagen, wie Palmengarten, Grüneburgpark, Holzhausenpark und Günthersburgpark, und den Hauptfriedhof. Gleichzeitig wuchsen auch die ehemaligen Dörfer und Kleinstädte im Frankfurter Umland. Zwischen 1895 und 1910 wurde der Landkreis Frankfurt mit seinen 15 Gemeinden in mehreren Schritten nach Frankfurt eingemeindet. Damit kamen große Teile des Niddatals und des Berger Rückens zum Stadtgebiet.
Östlich und westlich des alten Stadtkerns um den Osthafen und den Westhafen sowie in Höchst, Bockenheim, Griesheim und Fechenheim entstanden Industriegebiete, die wiederum Wohnsiedlungen für die Industriearbeiter benötigten, beispielsweise im Riederwald. Das Riederbruch, ein verlandeter Mainarm zwischen Osthafen und Bornheimer Hang, wurde zum Erholungsgebiet Ostpark umgestaltet.
Nach dem Ersten Weltkrieg herrschte, trotz großer Anstrengungen im Wohnungsbau, erhebliche Wohnungsnot in der dichtbesiedelten und sanierungsbedürftigen Altstadt. Der von der Gartenstadtbewegung beeinflusste Stadtbaurat Ernst May plante ab 1925 das Projekt Neues Frankfurt. Auf bisherigen Freiflächen an der Nidda, auf dem Bornheimer Hang sowie in Sachsenhausen und Niederrad entstanden zwischen 1926 und 1932 sieben neue Wohnsiedlungen mit etwa 8.000 Wohneinheiten. Gleichzeitig schuf Gartenbaudirektor Max Bromme ein System von Volksparks und Grünanlagen an der Peripherie der Stadt, das erstmals „Grüngürtel“ genannt wurde. Er erweiterte die städtischen Grünanlagen von 200 auf 450 Hektar, darunter den Huthpark, den Lohrpark mit dem Weinberg Lohrberger Hang, den Solmspark und den Brentanopark in Rödelheim. Seit der Eingemeindung der westlichen Vororte um die Stadt Höchst 1928 gehörten weitere große Grünflächen im Niddatal, im Schwanheimer Unterfeld und der Schwanheimer Wald zum Stadtgebiet. Der Lauf der Nidda zwischen Eschersheim und der Mündung wurde 1926 und 1931 reguliert, um die Hochwassergefahr zu verringern und das Niddatal als Erholungsraum und für die Landwirtschaft nutzen zu können. Aus den vorher zahlreichen Mäandern entstanden Altarme, während das Flussbett begradigt und tiefer gelegt wurde. Ab 1934 wurde die Trasse der Reichsautobahn Frankfurt-Darmstadt, die heutige A 5, durch den Stadtwald gebaut. Westlich der Autobahntrasse wurden 600 Hektar Stadtwald für den Bau des Flug- und Luftschiffhafen Rhein-Main gerodet.
Nach dem Zweiten Weltkrieg entstanden zahlreiche neue Siedlungen auf ehemaligen landwirtschaftlichen Nutzflächen, darunter die Nordweststadt. 1962 erhielt die Stadt die Ausrichtung der Bundesgartenschau 1969 zugesprochen. Sie plante, dafür das Niddatal zu einem Erholungsgebiet auszubauen. Wegen der Finanznot der Stadt sagte der Magistrat im September 1965 die Veranstaltung ab. Bis 1964 wuchs der Flughafen auf etwa die doppelte Fläche der Vorkriegszeit an. Schon 1968 begann das Planfeststellungsverfahren für den Bau der Startbahn West. Gleichzeitig bestanden Pläne für den Bau einer Trabantenstadt für 75.000 Einwohner auf dem Heiligenstock im Nordosten der Stadt.
Seit den 1970er Jahren gab es gegen den ungebremsten Landschaftsverbrauch zunehmend Bürgerproteste, beispielsweise gegen den Bau der Startbahn West und die Planung der A 66 im Stadtgebiet. Der Architekt und Stadtplaner Till Behrens setzte sich ab den 1960er Jahren mit Nachdruck für neue Zuordnungen von Bebauung zu Freiraum ein. 1970/71 entwickelt er ein Konzept für einen „Dritten Grüngürtel mit Mainuferspange“. Als ersten Grüngürtel bezeichnete er die Wallanlagen, als zweiten den Alleenring. Sein Konzept sah vor, vorhandene Restgrünflächen zu durchgehenden Landschaftsbändern zu verbinden und sie beidseitig mit Randbebauung zu begleiten. Sein Entwurf sollte urbane und ländliche Räume trennen. Die land-, forst- und wasserwirtschaftlich gepflegten Produktions-, Belüftungs- und Erholungsflächen zwischen den „Wohnbändern“ sollte Landwirten die Existenz und den Steuerzahlern fast kostenfreie fachmännische Freiraumpflege sichern.
Die hessische Landesregierung zeichnete Behrens’ Konzept 1991 als „Rahmengebendes Gesamtkonzept…“ aus. In den folgenden Jahren kam es zu Auseinandersetzungen zwischen Behrens und der Frankfurter Stadtverwaltung, da der Planer der Stadt vorwarf, über das Grüngürtel-Projekt-Büro willkürlich über ihr nicht gehörendes geistiges Eigentum zu verfügen. Heute ist Till Behrens Beitrag zur Entwicklung des Grüngürtels anerkannt.
Letztlich entwickelte die Stadt Frankfurt die Grüngürtel-Idee weiter und setzte sie politisch um. Für die Bundesgartenschau 1989 wurde eine 168 Hektar große Fläche im Niddatal zwischen Römerstadt, Ginnheim, Hausen und Praunheim zum Volkspark Niddatal umgestaltet. Zuvor waren etwa 70 Prozent der überwiegend landwirtschaftlich genutzten Fläche in Privatbesitz gewesen. Wegen der umstrittenen Großveranstaltung war es in den 1980er Jahren zu kommunalpolitischen Auseinandersetzungen und öffentlichen Protesten gekommen. Nach Ende der Gartenschau wurden wie geplant alle dafür errichteten Kunstbauten zurückgebaut.
Der damalige Umweltdezernent Tom Koenigs erwirkte am 14. November 1991 einen einstimmigen Beschluss der Frankfurter Stadtverordneten für die Grüngürtel-Verfassung. Die Grüngürtel-Verfassung beinhaltet unter anderem einen Plan mit den Grenzen des Grüngürtels, eine Grüngürtel-Charta, in der die Ziele festgehalten sind, sowie eine Verpflichtung des Magistrats, die zur öffentlich-rechtlichen Sicherung des Grüngürtels notwendigen Maßnahmen zu ergreifen. Der Grüngürtel ist deshalb seit 1994 durch eine auf Antrag der Stadt erlassene Landschaftsschutzgebietverordnung des Regierungspräsidiums Darmstadt geschützt. Die Verfassung lässt zu, dass die Stadtverordneten beschließen, Teile aus dem GrünGürtel zu entnehmen, allerdings nur, wenn ein in Größe und Fläche gleichwertiger Ersatz zur Gesamtfläche hinzugefügt wird.

## Lage und Verlauf
Von den rund 8000 Hektar des Frankfurter Grüngürtels entfallen 50 % auf Wald, 20 % auf landwirtschaftliche Flächen, 10 % auf Freizeitgärten und Kleingartenanlagen, 4 % auf öffentliche Parks, 4 % auf Sportflächen, 3 % auf Streuobstwiesen und 1 % auf Naturschutzgebiete. Etwa 8 % sind Verkehrsflächen. Etwa zwei Drittel der Flächen liegen im Eigentum der Stadt Frankfurt.
Das Landschaftsschutzgebiet Grüngürtel und Grünzüge in der Stadt Frankfurt am Main ist in zwei Zonen mit unterschiedlichen Schutzzwecken aufgeteilt: Zone I umfasst spezifisch nutzbare und dafür vorgesehene öffentliche und private Grünanlagen, Sport-, Freizeit- und Erholungsanlagen, wohnungsferne Gärten, landwirtschaftliche Flächen, Flächen für den Erwerbsgartenbau und Grabeland. Ihr Charakter soll zum Wohle der Allgemeinheit geschützt und ihre vielfältigen Nutzungsstrukturen gesichert werden. Zone II umfasst die Gebiete, die besonders geschützt und erhalten werden sollen. Dazu zählen ökologisch bedeutsame Wiesen, extensiv genutzte Ackerflächen, Streuobstbestände, Gehölze und Brachen, Auenbereiche und Feuchtgebiete, Waldflächen, Acker-, Wiesen- und Weideland und öffentliche Grünanlagen.
Neben dem eigentlichen Grüngürtel gehören zum Landschaftsschutzgebiet auch Grünzüge entlang der Frankfurter Stadtgrenzen, vor allem um den Flughafen Frankfurt Main, im Westen in Sindlingen, Zeilsheim und Unterliederbach sowie im Norden zu beiden Seiten der A 5, in Kalbach, Nieder-Eschbach und Nieder-Erlenbach.

### Niddatal
Zwischen Berkersheim und ihrer Mündung an der Wörthspitze in den Main fließt die Nidda auf 18,6 Kilometern durch das Frankfurter Stadtgebiet. Zwischen 1926 und 1931 sowie zwischen 1961 und 1967 wurde der Lauf der Nidda reguliert. Viele der abgetrennten Altarme wurden zu stehenden Gewässern. Sie werden zum Teil von Anglervereinen gehegt. Mehrere Altarme wurden zu Freibadbecken umgestaltet, wo vorher meist Strandbäder existierten. So sind beispielsweise das leicht gebogene Becken des Brentanobads – nach Angaben der Stadt mit 220 Metern Länge und 50 Metern Breite das größte Schwimmbecken Europas –, das Freibad Eschersheim oder das inzwischen stillgelegte und renaturierte Höchster Freibad Teil des ursprünglichen Niddalaufs. Seit 1993 werden einzelne Altarme wieder naturnah gestaltet und an die Nidda angebunden. Es ist geplant die Niddawehre abzureißen und durch Sohlrampen zu ersetzen sowie Altarme wieder durchströmen zu lassen, um die Gewässerstruktur an natürliche Fließgewässer anzunähern und die Nidda für Fische wieder durchgängig zu machen.
Im Niddatal liegen zahlreiche zum Grüngürtel gehörende Grünflächen: Das knapp 5 Hektar große Harheimer Ried an der Mündung des Eschbachs ist seit 2007 als Naturschutzgebiet ausgewiesen. Unterhalb der Eschbachmündung, im Berkersheimer Niddabogen, wurde der Niddalauf 1993 durch künstliche Auen, die bei Hochwasser überschwemmt werden, und Fließhindernisse zur Reduzierung der Fließgeschwindigkeit renaturiert. Der Bonameser Nordpark entstand 1968 auf einer 7 Hektar großen Fläche zwischen der alten Bonameser Niddaschleife und dem 1962/63 angelegten Durchstich. 2010 wurde der Altarm wieder mit der Nidda verbunden. Unterhalb der Bonameser Niddaschleife liegt der 4,5 Hektar große Alte Flugplatz. Der von 1951 bis 1992 von der Armee der Vereinigten Staaten genutzte Hubschrauberlandeplatz wurde 2002/03 zum Natur- und Freizeitgelände umgestaltet. Das neu angelegte Feuchtgebiet wurde inzwischen von über 100 Vogelarten und 10 Amphibienarten besiedelt.
Unterhalb der Brücke, auf der die A 661 das Niddatal überquert, hat sich auf dem rechten Ufer ein Rest der ursprünglichen Auen erhalten. Die 20,5 Hektar großen Riedwiesen wurden 1983 unter Naturschutz gestellt. Am linken Ufer, gegenüber der Mündung des Urselbachs, liegt das Freibad Eschersheim, dessen 142 Meter langes Schwimmbecken aus einem ehemaligen Niddaarm entstand. Unterhalb des Freibades wechselt der Uferweg vom linken, steil abfallenden Ufer auf die flache rechte Seite. Erst unterhalb von Eschersheim beginnt wieder ein Weg am linken Ufer. Das rechte Ufer ist hier als Grünanlage gestaltet, die die Nidda mit der in den 1920er Jahren erbauten Siedlung Römerstadt verbindet. Einst lag hier der Hafen der Römerstadt Nida. Die Ginnheimer Niedwiesen am linken Ufer waren früher ein breites, von zahlreichen Gräben durchzogenes Auengebiet zwischen der Nidda und dem Ginnheimer Hang. Hierzu gehören Wooggraben und Ochsengraben. Nach der Niddaregulierung wurden die Wiesen als Ackerland genutzt.
Der 168 Hektar große Volkspark Niddatal auf dem linken Ufer zwischen Ginnheim, Hausen und Praunheim ist Frankfurts größte Parkanlage. Er entstand zur Bundesgartenschau 1989. Im Südosten des Parks geht er in einen Grünzug über, der entlang der A 66 bis in die Innenstadt verläuft. Am Miquelknoten ist ein Übergang in den Grüneburgpark möglich. Am rechten Ufer in einem Nidda-Altarm mit dem alten Praunheimer Mühlengraben, in den der Steinbach mündet, hat sich eine Nutria-Kolonie angesiedelt. Unterhalb von Praunheim liegen zwei weitere Altarme am rechten Ufer und zwei auf dem linken, Hausener Ufer. Der südliche der beiden Altarme gehört zum Vogelschutzgehölz Hausener Auwald.
Wenige Meter südlich der Autobahnbrücken über die Nidda liegt das Freibad Hausen am linken Ufer. Etwas flussabwärts, südlich der Ludwig-Landmann-Straße und schon auf Rödelheimer Gemarkung, folgen das Brentanobad und der Brentanopark. Das ganze Gelände gehörte im 19. Jahrhundert dem Frankfurter Geschäftsmann Georg Brentano, der hier seinen Landsitz errichtete. 1926 erwarb die Stadt Frankfurt das Grundstück und ließ es zum Volkspark umgestalten. Zum Park gehören einige sehr alte Bäume, darunter eine Stieleiche mit fast 7 Meter Stammumfang. Am gegenüberliegenden Ufer neben dem Petrihaus steht der Goethe-Ginkgo, der älteste seiner Art in Deutschland.
Unterhalb des Rödelheimer Wehrs beginnt der Solmspark. Er war als Landschaftsgarten um das Rödelheimer Schloss angelegt und kam 1935 in den Besitz der Stadt. Die Reste des bei den Luftangriffen 1944 zerstörten klassizistischen Schlosses wurden in den 1950er Jahren abgetragen und der Park mit seinem alten Baumbestand neu gestaltet.
Südlich von Rödelheim fließt die Nidda auf mehreren Kilometern fast geradeaus in ihrem in den 1920er Jahren begradigten Bett. Etwas abseits der Nidda liegen der ebenfalls zum Grüngürtel gehörende Biegwald und der Rebstockpark, Frankfurts ältester Flughafen. Am Westkreuz Frankfurt unterhalb der Mündung des Westerbaches wird sie von acht Brücken überquert. Dahinter liegt am rechten Ufer das weiträumige Sossenheimer Unterfeld mit seinen Streuobstwiesen und den beiden Altarmen Holler und Kollmann-Weiher. Am linken Ufer erstreckt sich der 60 Hektar große Niedwald. Der 29.000 Quadratmeter große Grillsche Altarm und die mit ihm verbundene Waldspitze liegen noch im Niedwald, die Altarme Kellerseck, Wiesengraben und Rondell in den breiten Nieder Auen. Das ehemalige Höchster Wehr nahe der Sulzbach-Mündung wurde im Zuge der Renaturierung rückgebaut. Etwas unterhalb der Eisenbahnbrücke Nied beginnt die Wörthspitze, eine langgestreckte Halbinsel vor der Niddamündung. Sie bildete ursprünglich eine sumpfige Insel zwischen Main und den beiden Mündungsarmen der Nidda, deren östlicher im Laufe der Zeit verlandete. Anfang des 19. Jahrhunderts trockengelegt und landwirtschaftlich genutzt, wurde sie 1930 zum Park umgestaltet.

### Berger Rücken
Vom Niddaufer in Berkersheim führt der Grüngürtel in südsüdöstlicher Ausrichtung durch großflächiges Ackerland zwischen der Stadtgrenze bei Bad Vilbel und Preungesheim auf die Hochebene Heiligenstock. Mit 182 m über NHN ist der Heiligenstock der dritthöchste Punkt in Frankfurt. Die Landschaft ist geprägt von Magerrasen und Streuobstwiesen mit alten Birn-, Apfel-, Kirsch- und Mirabellenbäumen. Von 1924 bis 1967 befanden sich hier der Sender Heiligenstock, weiter nördlich betrieb die Deutsche Nachrichtenagentur den DENA-Sender. Reste der alten Betonfundamente sind im Landschaftsschutzgebiet noch sichtbar.
Westlich des Heiligenstocks verläuft ein Grünzug entlang der A 661 zwischen Preungesheim und Frankfurter Berg. Richtung Eckenheim erstreckt sich der Grünzug durch die Sinai-Wildnis bis in den Stadtteil Dornbusch am Rande der Innenstadt. Entlang der alleeartigen Kaiser-Sigmund-Straße gelangt man sogar bis zur 4 Hektar großen Bertramswiese und zum 70 Hektar großen Hauptfriedhof, die allerdings nicht mehr als Teile des Grüngürtels ausgewiesen sind.
Südlich vom Heiligenstock, jenseits der Friedberger Landstraße, setzt sich die flache Hochebene mit Ackerflächen und Streuobstgebieten fort. Der 185 m über NHN gelegene Lohrberg oberhalb von Seckbach fällt steil nach Süden und Südwesten hin ab. Wegen seiner Aussicht über große Teile der Stadt gilt er als Hausberg der Frankfurter. Teil des 18 Hektar großen Lohrparks ist der einzige Frankfurter Weinberg am Lohrberger Hang. Die ausschließlich mit Riesling bestockte 1,3 Hektar umfassende Weinlage gehört zum Weinbaugebiet Rheingau.
Westlich des Lohrparks zwischen Seckbach und der Friedberger Warte liegt der Huthpark. Nach Norden gelangt man auf den 212 m hohen Gipfel des Berger Rückens an der Berger Warte. Die Fläche nordöstlich der Berger Warte ist seit 2004 als Fauna-Flora-Habitat-Gebiet eingetragen. Im Osten von Bergen liegt der 202 m über NHN hohe Gisisberg. Der steile Südhang des Berger Rückens, der Berger Hang, ist seit 1954 ein etwa 10 Hektar großes Naturschutzgebiet und seit dem Jahr 2000 als FFH-Gebiet ausgewiesen. Er gehört zum größten zusammenhängenden Streuobstwiesengebiet Hessens. Auf den blütenreichen Fettwiesen wachsen streng geschützte Pflanzen wie zum Beispiel das Helmknabenkraut (Orchis militaris).
Der Quellenwanderweg im Frankfurter Grüngürtel verbindet die zahlreichen am Berger Hang entspringenden Gewässer. Der nur 180 Meter lange Enkheimer Mühlbach hat ein 5 bis 8 Meter tiefes Tal in den steilen Hang gegraben. In dem seit 1968 unter Naturschutz stehenden Mühlbachtal findet sich das einzige Vorkommen des Riesen-Schachtelhalms im Rhein-Main-Gebiet. Am Fuß des Berger Hangs liegen das Naturschutzgebiet Enkheimer Ried, Rest eines ehemaligen Nebenarms des Mains, und der Fechenheimer Wald mit der Staatlichen Vogelschutzwarte.
Der östliche Arm des Grüngürtels umschließt die Stadtteile Seckbach und Bergen-Enkheim. Durchzogen von dem Endstück der Bundesautobahn 66 gelangt er in Fechenheim an den Mainbogen, der dort die Grenze zu Offenbach am Main bildet. Ein paralleler Zweig führt über das Naturschutzgebiet Seckbacher Ried und das Riederbruch zum Bornheimer Hang und zum Röderberg. Unterhalb des Abhangs liegt der Ostpark, etwas abseits der Riederwald, ein 33 Hektar großer Rest eines ehemaligen Auenwaldes. Zwischen Ostpark und dem 2015 eröffneten Hafenpark besteht derzeit noch eine etwa 500 Meter große Lücke im Grüngürtel.

### Mainufer und Stadtwald
Auf dem größten Teil der über 26 Stromkilometer im Stadtgebiet sind die Ufer öffentlich zugänglich. Lediglich im Bereich des Osthafens und des Flusshafens Gutleutstraße am rechten Ufer sowie im Industriepark Höchst an beiden Ufern sind die Uferwege unterbrochen. Das Nordufer ist mit Hafenpark, Mainkai und Untermainkai mit dem Nizza im Innenstadtbereich eine öffentliche Promenade und Grünanlage. Auf der südlichen Mainseite bildet das gesamte Ufer ab der Offenbacher Stadtgrenze an der Gerbermühle eine Grünanlage, die unterhalb der Schwanheimer Brücke in die Auenlandschaft des Schwanheimer Unterfeldes übergeht. Hier liegt das Naturschutzgebiet Schwanheimer Düne, eine der größten Binnendünen Mitteleuropas.
Vom Oberräder Mainufer aus gelangt man durch die auf 130 Hektar bewirtschafteten Gemüsefelder von Oberrad oder durch den Seehofpark in Sachsenhausen in den über 50 Quadratkilometer großen Frankfurter Stadtwald.

## Grüngürteltier

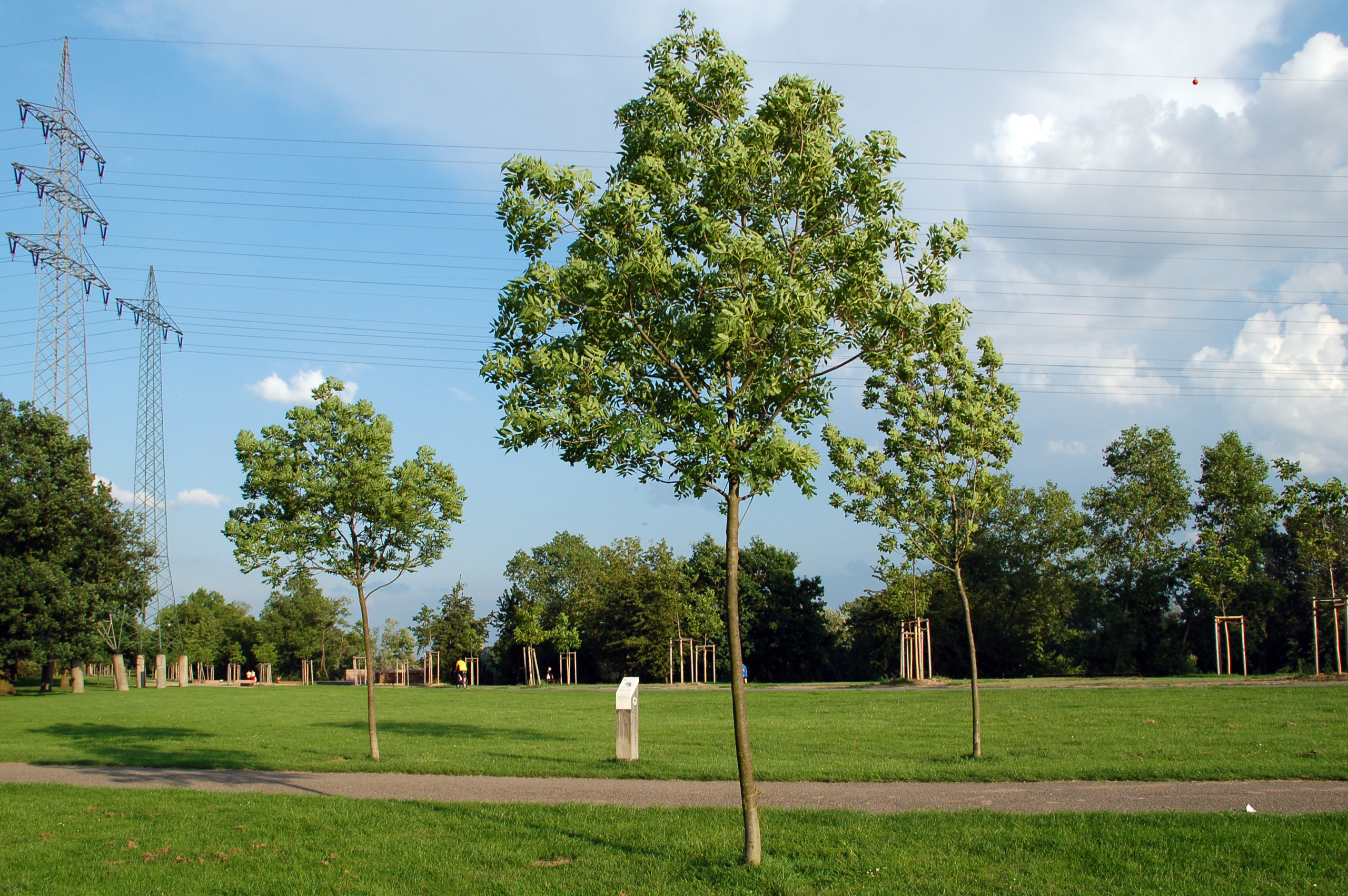
Gernhardt-Eschen und Grüngürteltier-Stele an der Wörthspitze

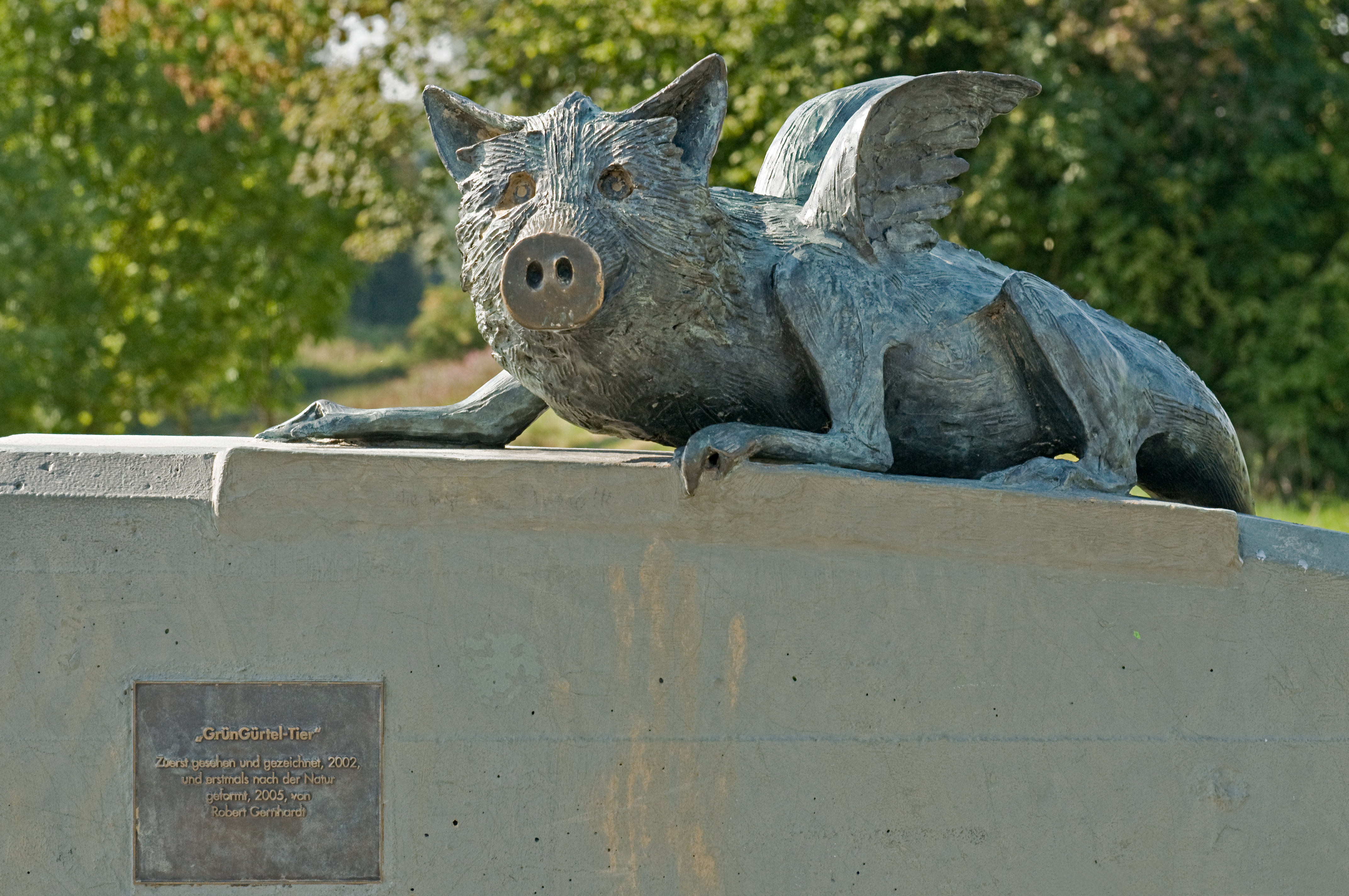
Das Grüngürteltier auf der Robert-Gernhardt-Brücke über die Nidda am Alten Flugplatz Bonames

Die Symbol- und Sympathiefigur des Grüngürtels ist das Grüngürteltier. Der Frankfurter Zeichner und Dichter Robert Gernhardt rief es 2001 als Zeichnung ins Leben und schenkte es dem Frankfurter Umweltamt, um den Grüngürtel zu fördern. Forscher benannten sein Geschöpf dasipus franconia, während Gernhardt es in einem Gedicht aus dem Jahr 2002 als Kreuzung aus Wutz, Molch und Star charakterisierte. Die Figur taucht heute in vielfältiger Form auf – in Drucksachen des Umweltamtes der Stadt Frankfurt, als Zeichnung auf Wegweisern von Wanderwegen sowie in Form mehrerer künstlerischer Plastiken an verschiedenen Orten im Grüngürtel. Das Grüngürteltier wurde vom Spielwaren-Hersteller Steiff in einer von Robert Gernhardt anerkannten und auf 1.500 Stück limitierten Auflage als Kuscheltier und Werbegeschenk für das Frankfurter Umweltamt gefertigt.
An der Wörthspitze, wo Gernhardt nach eigener Aussage das Grüngürteltier zum ersten Mal erblickt haben will, wurden am 1. April 2001 drei Eschen zu Ehren des Künstlers gepflanzt und eine Grüngürtel-Holzstele mit Informationstafel errichtet. Eine Bronzeskulptur des Grüngürteltieres ist auf der Brüstung der Robert-Gernhardt-Brücke zu besichtigen (siehe nebenstehendes Foto), einer Fußgängerbrücke über die Nidda, die den Grüngürtel-Rundwanderweg mit dem Alten Flugplatz Bonames verbindet. Gernhardt fertigte den Entwurf der Skulptur selbst an und war bei deren Enthüllung am 1. Mai 2006 anwesend.

## Komische Kunst im Frankfurter Grüngürtel
Neben Robert Gernhardt haben weitere Künstler der Neuen Frankfurter Schule unter dem Titel Komische Kunst im GrünGürtel (offizielle Schreibweise) Werke für den Frankfurter Grüngürtel entworfen. Dazu zählen Hans Traxler mit dem Ich-Denkmal, F. W. Bernstein, Chlodwig Poth, Bernd Pfarr, Kurt Halbritter sowie F. K. Waechter. Letzterer ist mit insgesamt sieben im Grüngürtel verteilt aufgestellten, humoristischen Skulpturen vertreten, die nach seinen Zeichnungen angefertigt wurden. Partner der Stadt Frankfurt bei der Umsetzung der Werke ist das Frankfurter Caricatura Museum für Komische Kunst.

## Radrundweg
Ein etwa 62 Kilometer langer, ausgeschilderter Radrundweg führt einmal um Frankfurt herum durch den Grüngürtel. Von der Wörthspitze in Nied führt der Weg entlang der Nidda flussaufwärts bis nach Berkersheim (Niddaradweg). Von dort geht es über den Heiligenstock, den Lohrberg und den Berger Rücken leicht bergauf bis zum höchsten Punkt Frankfurts an der Berger Warte und über den Gisisberg, vorbei am Vilbeler Wald. Steil bergab geht es anschließend den Berger Südhang hinunter durch den Enkheimer und Fechenheimer Wald zum Mainufer. Entlang des Fechenheimer Mainbogens und des Offenbacher Hafens führt der Radweg weiter nach Oberrad. Von Oberrad geht es südlich der Stadtteile Sachsenhausen, Niederrad und Schwanheim durch den Stadtwald bis zur Schwanheimer Düne und von dort mit der Mainfähre Höchst über den Main zurück zum Ausgangspunkt an der Niddamündung in Nied.

## Rundwanderweg

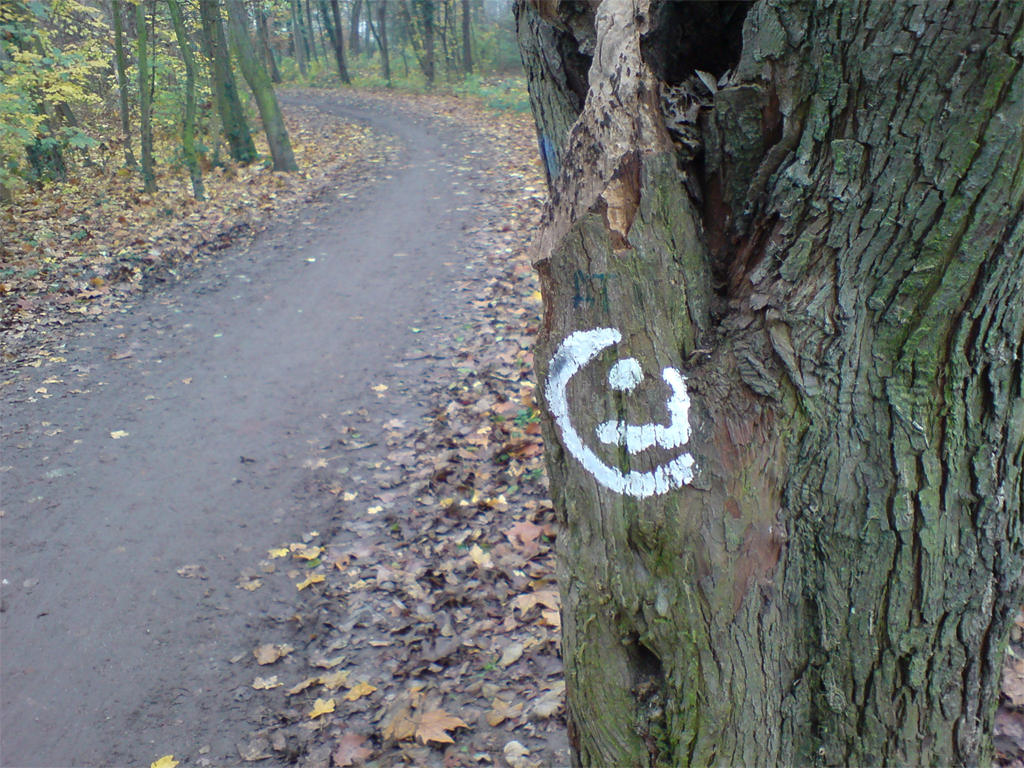
Grüngürtel-Logo als Wegweiser des Wanderweges in Frankfurt-Rödelheim

Der Rundwanderweg folgt grob dem Verlauf des Radrundweges. Größere Abweichungen gibt es nur zwischen dem Fechenheimer Wald und Oberrad (durch den Riederwald und den Ostpark), an den Schwanheimer Dünen und am Heiligenstock. Um dazu zu motivieren, den gesamten Rundweg zurückzulegen, hat das Umweltamt der Stadt Frankfurt einen Wanderpass herausgebracht. Entlang der gesamten Route sind Stempelstellen verteilt, an denen der Pass abgestempelt und so der Fortschritt der Wanderer dokumentiert werden kann. Wer alle neun Stempel vorlegen kann, erhält bei der Bürgerberatung zur Belohnung einen Anstecker mit einem Grüngürtel-Tier auf goldenem Grund. Der Wanderweg wird ebenso wie alle anderen Strecken in dem offiziellen Führer der Stadt Frankfurt beschrieben: Kreuz und Quer durch den Frankfurter GrünGürtel.